# Ministère de la Défense (Moldavie)
Pour les articles homonymes, voir Ministère de la Défense.
Le ministère de la Défense de la Moldavie (roumain : Ministerul Apărării) est l'un des quatorze ministères du gouvernement moldave. C'est le principal organe exécutif responsable de la gestion des forces armées moldaves.

## Histoire

### Ancien ministère
À l'époque de la république démocratique moldave, la politique de défense est gérée par le directeur général des forces armées, qui était membre du conseil des directeurs généraux. Les personnes suivantes ont occupé ce poste au cours de l'existence de la république :
- Teodor Cojocaru (7-11 décembre 1917)
- Gherman Pântea (11 décembre 1917 - ? )
- Constantin Braescu (?)

De plus, dans la république socialiste soviétique de Bessarabie, le poste de commissaire du peuple à la guerre dans le Sovnarkom était occupé par Boris Gumpert.

### Ministère moderne
Le ministère est fondé le 5 février 1992. Le drapeau officiel du ministère de la Défense est établi par décret présidentiel le 17 juin 2014.

## Fonctions
Le ministère de la Défense est actuellement chargé d'exercer les fonctions suivantes :
- Organisation et contrôle de l'armée nationale moldave
- Représenter les forces armées au cabinet
- Faire rapport au gouvernement de la Moldavie sur les affaires militaires
- Exécution de la politique militaire du gouvernement et du président de la Moldavie
- Gestion de toutes les activités militaires et opérations militaires
- Supervision de la construction militaire
- Développement des systèmes de communication et de transport
- Fourniture de stockage militaire
- Gestion des bureaux et institutions militaires
- Administration des académies militaires
- Bien-être des militaires retraités
- Doter les forces armées de la technologie nécessaire
- Correspondance avec les ministères de la défense étrangers

## Structure organisationnelle

### Direction
- Ministre de la Défense – Anatolie Nosatîi
- Chef d'état-major général – général de brigade Eduard Ohladciuc
- Secrétaire général – Igor Cutie
- Secrétaire d'État à la politique de défense et à la réforme de l'armée nationale – Aurel Fondos
- Secrétaire d'État au développement des politiques de ressources humaines, à l'éducation militaire et à la planification des ressources – Sergiu Plop

Le cabinet du ministre de la Défense assiste le ministre de la Défense dans l'organisation/la gestion des principales institutions subordonnées du ministère. Le cabinet est également responsable de l'organisation des réunions et de la coordination du protocole.

### Départements et subordonnés
Le ministère dispose de la structure suivante:
- Centre d'histoire et de culture militaires
- Club sportif central de l'armée
- Centre militaire des médias de masse
- Centre consultatif de diagnostic
- Centre médical préventif
- Service de musique militaire
  - Musique présidentielle de la république de Moldavie – Chișinău
  - Musique de la 1re brigade motorisée d'infanterie – Bălți
  - Musique de la 2e brigade motorisée d'infanterie – Chișinău
  - Musique de la 3e brigade motorisée d'infanterie – Cahul
- Académie militaire des forces armées Alexandru cel Bun
- Agence pour la garantie des ressources et l'administration du patrimoine
- Agence des sciences militaires et de la mémoire
- Inspection militaire du ministère de la Défense
- Commission centrale d'expertise médicale militaire (CCMME)
- Hôpital militaire central (CMH)

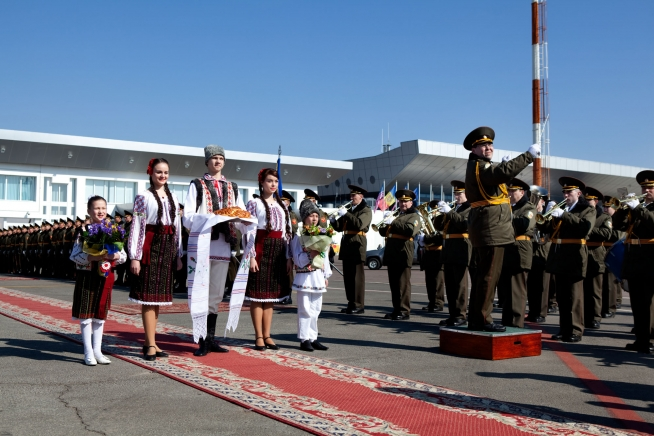
La fanfare présidentielle de la république de Moldavie a joué lors de la visite d'État de Joe Biden en Moldavie.

Les musiques militaires de Moldavie relèvent du commandement du service de musique de l'armée nationale moldave, qui est actuellement sous la tutelle du ministère de la Défense. Ces fanfares suivent la tradition militaire russe et roumaine des fanfares militaires. Les musiques militaires de l'armée ont joué et participé à des festivals de musique internationaux depuis 1997. Les fanfares militaires de la garnison de Chișinău de l'armée nationale comprennent : la fanfare présidentielle, les 1re, 2e et 3e brigades d'infanterie motorisée, conservant également leurs propres fanfares militaires.

### État-major général
- État-major (J1)
  - Direction du personnel (J2)
  - Direction des opérations (J3)
  - Direction de la logistique (J4)
  - Direction de la planification stratégique (J5)
  - Direction de la communication et des systèmes d'information (J6)
  - Direction de la doctrine et de la formation interarmées (J7)
  - Direction de la gestion, de la coordination et du suivi
  - Département de droit
  - Département de la santé
  - Secţia poliţie militară[4]
- Direction économique et financière
- Secrétariat et département de la gestion interne
- Département légal
- Département de la gestion des ressources humaines
- Division de la politique de défense et des plans de défense
- Direction de l'inspection générale
- Service des relations publiques